# Šluknov údolí
Šluknov údolí byla železniční zastávka v blízkosti lázeňského komplexu Karlovo údolí v katastrálním území Šluknov v okrese Děčín v km 7,219 železniční trati Rumburk–Sebnitz, která byla zprovozněna v roce 1873. Zastávka byla zřízena v roce 1914. Do roku 1945 nesla německý název Schluckenau-Karltal, v období 1945–1961 Karlovo údolí a pak Šluknov údolí. Stanice byla v nadmořské výšce 365 m.

## Popis zastávky
V roce 2006 bylo v zastávce sypané nástupiště o celkové délce 52 m. Zastávka neměla výdejnu jízdenek ani výpravnu zavazadel, odbavení cestujících probíhalo ve vlaku. Zastávku osvětlovalo jedno žárovkové svítidlo 200 W, které se zapínalo a vypínalo pomocí spínacích hodin.

## Rekonstrukce trati
Železniční trať prošla modernizací v roce 2014. Původní zděná budova s dřevěným přístřeškem byla stržena a na její místo byla umístěna tabule s názvem zastávky. V roce 2018 byla zastávka zrušena, když již několik let předtím v ní nezastavovaly žádné vlaky.
V blízkosti zastávky trať kříží silnice II/266.